# Drevliens
Le peuple slave des Drevliens, ou Drevlianes (en ukrainien : Деревляни et en russe : Древляне), est un peuple slave oriental, voisin de Kiev, qui a existé entre les VIe et Xe siècles.

## Étymologie
Le nom de la tribu est dérivé du slavon древо ou дерево qui signifie arbre. Ce nom leur a été donné car ils vivaient habituellement dans les forêts.

## Situation géographique
La tribu occupait les oblasts ukrainiens actuels de Jytomyr et de Kiev.
Leurs terres à l'est étaient limitées par le Dniepr et au Nord par le Pripiat, où ils côtoyaient les Dregovitches. À l'ouest, leur territoire allait jusqu'à la rivière Sloutch où vivaient les Volyniens et les Boujanes. Ils occupaient également les territoires de Polésie, l'Ukraine de la rive droite, l'ouest du territoire des Polianes et la région comprise entre les rivières Teteriv, Ouj, Oubort et Stviga.

## Archéologie
Les Drevliens ont laissé beaucoup de traces archéologiques telles que des implantations agricoles, des restes d'habitations (caveau), des tumulus, des villes fortifiées (comme Ovroutch), et les traces d'une implantation à Gorodsk près de Malyn, qui était la résidence supposée du prince Drevlien Mal.
La capitale des Drevliens était Iskorosten (aujourd'hui Korosten), où des traces archéologiques sont toujours visibles. Après sa conquête par les Rus, la ville est brulée et la capitale transférée à Ovroutch. Vers la fin du premier millénaire, les Drevliens vivaient d'agriculture et d'artisanat.

## Histoire
Selon la chronique de Nestor, les Drevliens « vivaient brutalement, comme des bêtes féroces : ils se tuaient les uns les autres ; ils mangeaient toutes sortes d'immondices ; ils ne connaissaient point le mariage et enlevaient les jeunes filles qui allaient puiser de l'eau. »
Les Drevliens se sont toujours opposés fermement à toute tentative d'inclusion dans la Rus' de Kiev. D'après les chroniques, du temps des fondateurs légendaires de Kiev, Kij, Scek et Khoriv, les Drevliens avaient leurs propres lois princières et étaient fréquemment en guerre avec les Polianes.
Ils furent soumis en 883 par le prince varègue de la Rus' de Kiev Oleg le Sage, mais se révoltèrent fréquemment. En 907 ils prirent part à la guerre entre les Rus' et les Byzantins.
Après la mort d'Oleg en 912, les Drevliens cessent de payer leur tribut aux Rus : le seigneur Varègue Sveneld leur faisant payer tribut pour lui-même. Le successeur d'Oleg, Igor, essaye de détourner le tribu à Sveneld à son propre avantage mais est tué lorsque les Drevliens se révoltent en 945. Sa veuve, Olga, venge la mort de son mari en tuant ambassadeurs et noblesse drevliens, et en brûlant plusieurs villes, dont la capitale Iskorosten. Le territoire est ensuite transformé en un apanage kiévien.
Ils furent presque tous assimilés dans la Rus' de Kiev au Xe siècle.
La dernière mention de leur nom correspond à l'an 990 dans la Chronique des temps passés, écrite vers 1120.

## Source
Marie-Nicolas Bouillet  et Alexis Chassang (dir.), « Drevliens » dans Dictionnaire universel d’histoire et de géographie, 1878 (lire sur Wikisource)